# فرقة بانز إس إس 12 هتلريوجند
12th SS Panzer Division Hitlerjugend (بالألمانية: 12. SS-Panzerdivision "Hitlerjugend")‏ SS-Panzerdivision "Hitlerjugend") فرقة مدرعة ألمانية تابعة لفافن إس إس خلال الحرب العالمية الثانية.  تم اختيار غالبية شبابها من المجندين من أعضاء شباب هتلر، في حين كان كبار ضباط الصف والضباط من فرق فافن-إس إس الأخرى.
ارتكبت الفرقة العديد من جرائم الحرب بينما كانت في طريقها إلى وأثناء المعارك المبكرة في نورماندي، بما في ذلك مذابح أسك وأردين. وشهدت أول عملية في 7 يونيو 1944 كجزء من العمليات الدفاعية الألمانية في كاين حيث تكبدت خسائر بنسبة 80 في المئة.
في ديسمبر 1944، قاتلت الفرقة ضد الجيش الأمريكي في هجوم آردين. بعد فشل العملية، والتي أصبحت تعرف باسم معركة الثغرة، تم إرسال الفرقة إلى المجر للمشاركة في القتال حول بودابست. تراجعت الفرقة في النهاية إلى النمسا واستسلمت للجيش الأمريكي السابع في 8 مايو 1945. بعد الحرب، أدين العديد من أعضاء الفرقة، بمن فيهم كورت ماير، بارتكاب جرائم حرب.

## التكوين والتدريب

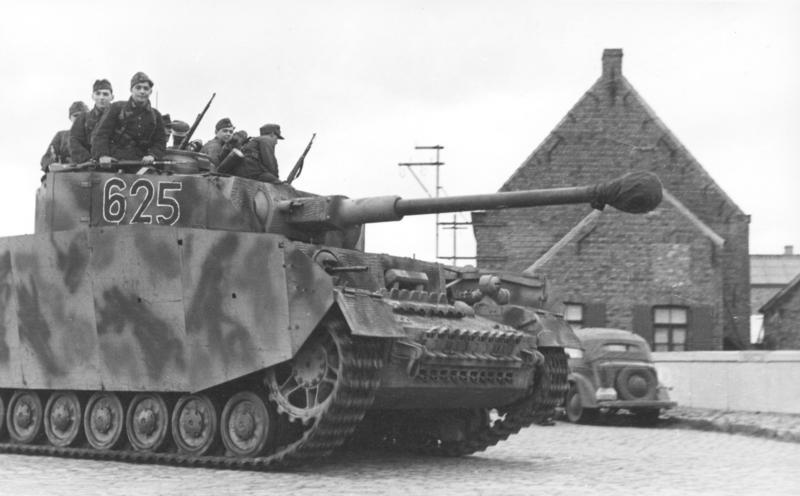
بانزرجرينادير على بانزر-4 أثناء التدريب 1943.

أرتور أكسمان -زعيم شباب هتلر- أول من أقترح فكرة فرق تابعة لفافن إس إس، على زعيم الرايخ إس إس هاينريش هيملر في أوائل عام 1943.  ولدت خطة فرقة تتكون من أعضاء شباب هتلر في عام 1926 حيث انتقلت الفكرة إلى أدولف هتلر للموافة عليها. وافق هتلر على الخطة في فبراير، وتم توجيه أوامر إلى إس إس- جروبنفهر جوزيف بيرغر لتجنيد في الفرقة.  وعين إس إس- أوبرفورر فريتز ويت قائد الفرقة الأولى للايبشتاندارته أدولف هتلر (LSSAH) قائدًا للفرقة.  
تم نقل حوالي 2000 موظف من لايبشتاندارته أدولف هتلر وفي سبتمبر 1943، كان لدى الفرقة أكثر من 16000 مجند في قائمتها، يتلقون تدريبات في معسكر بيفيرلو في ليوبولدسبيرج، بلجيكا.  كان التلقين غالبًا وحشيًا. 
في مارس 1944، تم إرفاق فرقة إس إس الثانية عشر إلى فيلق بانزر إس إس 1 وتم نقله إلى كاين في نورماندي.  في بداية يونيو، كان لدى الفرقة أكثر من 150 دبابة.

## القادة
|  | {{{officeholder}}} |
|  | {{{officeholder}}} |
|  | {{{officeholder}}} |
|  | {{{officeholder}}} |
|  | {{{officeholder}}} |

### اقتباسات
1. ↑  Official designation in German language as to „Bundesarchiv-Militärarchiv“ in فرايبورغ, stores of the فيرماخت and فافن إس إس.
2. 1 2 3 4  McNab 2013.
3. ↑  Reynolds، Michael (2008). Steel Inferno. Spellmount Publishing. ص. 10–11.
4. ↑  Neitzel & Welzer 2012.
5. ↑  Reynolds، Michael (2008). Steel Inferno. Spellmount Publishing. ص. 16.